# Rzy (osada leśna)
Rzy (IPA: [ˈrzɨ], r-z wymawia się oddzielnie) – osada leśna w Polsce położona w województwie mazowieckim, w powiecie płońskim, w gminie Sochocin.
W latach 1975–1998 miejscowość administracyjnie należała do województwa ciechanowskiego.